# Barbara Dunst
Barbara Dunst, née le 25 septembre 1997 à Graz en Autriche, est une footballeuse internationale autrichienne jouant au poste de milieu de terrain.

## Biographie

### En club
Barbara Dunst est originaire de Viertelfeistritz (Anger) et commence le football en 2004 avec l'équipe masculine du SV Anger pendant huit ans. Ensuite, elle rejoint le haut niveau en signant au LUV Graz, club de première division autrichienne à ce moment-là et elle y joue deux saisons.
Pour la saison 2014-2015, Barbara Dunst signe au FSK Sankt Pölten-Spratzern qui venait de gagner la coupe d'Autriche lors de la saison 2013-2014. Elle y reste jusqu'en décembre 2016, assiste à la fusion de son club avec le SKN Sankt Pölten et réalise deux doublés coupes d'Autriche-championnats, éditions 2014-2015 et 2015-2016.
Lors du mercato hivernal 2016-2017, Barbara Dunst part en Allemagne pour s'engager au Bayer Leverkusen, club de première division féminine. Elle n'y reste que six mois et signe ensuite au MSV Duisbourg, en restant en première division, tandis que le Bayer est relégué en deuxième division. Elle reste deux ans à Duisbourg, puis s'engage au 1.FFC Francfort en 2019, qui fusionne l'année suivante avec l'Eintracht Francfort.
Elle découvre la Ligue des Champions avec l'Eintracht Francfort lors de la saison 2023-2024.
Lors du mercato d'été 2025, elle rejoint le Bayern Munich.

### En sélection

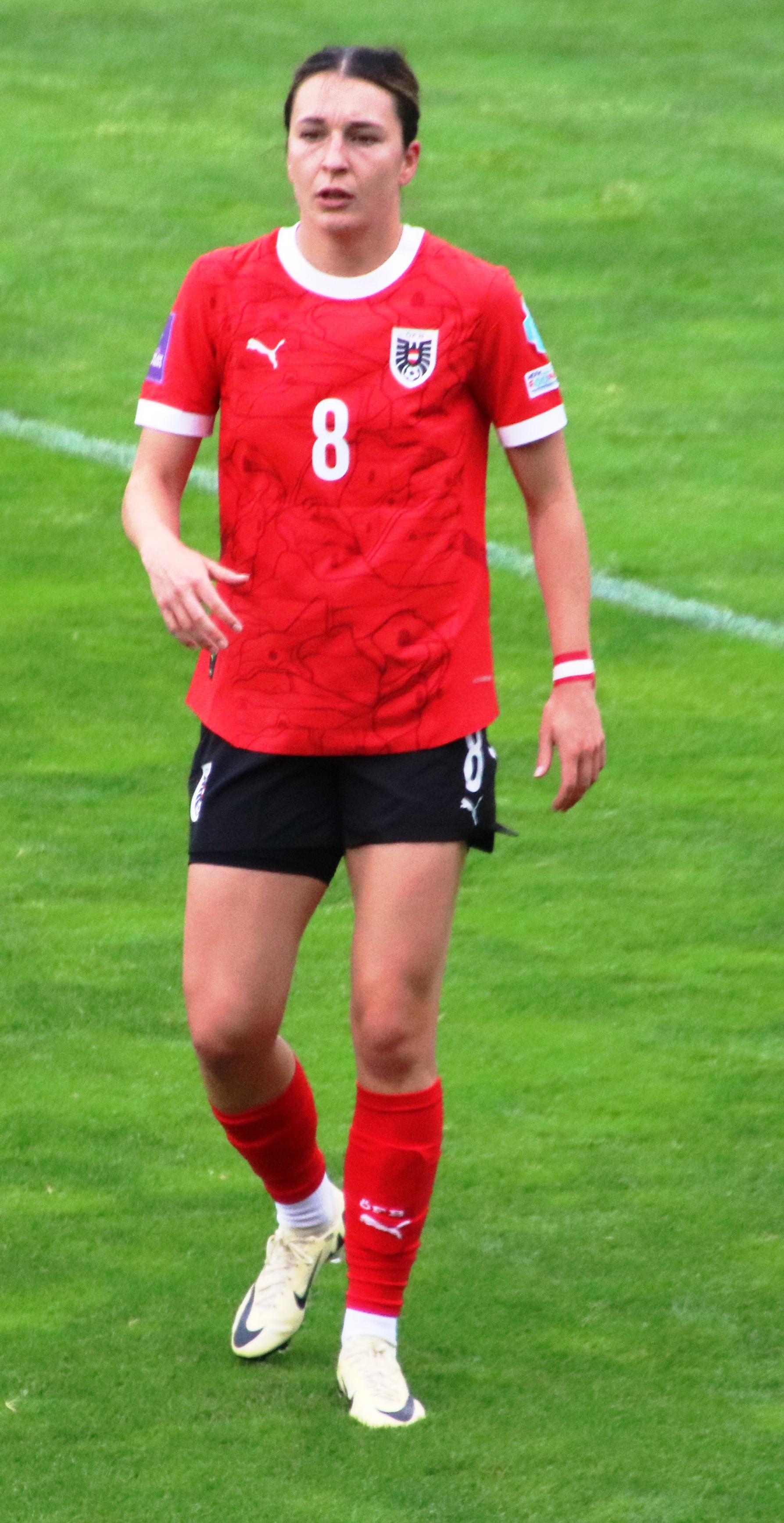
Barbara Dunst en 2024 avec le maillot de la sélection autrichienne.

Elle dispute son premier match dans la sélection autrichienne à l’âge de 15 ans.
Barbara Dunst est dans un premier temps sélectionnée avec les moins de 17 ans de l'équipe d'Autriche jusqu'en 2013, où elle se retrouve notamment capitaine lors de l'euro 2013 féminin des moins de 17 ans, puis elle est sélectionnée avec les moins de 19 ans autrichiennes de 2014 à 2016, bien qu'elle honore sa première sélection en équipe d'Autriche en octobre 2015 contre Israël.
En mars 2016, elle remporte le tournoi de Chypre, son premier trophée avec la sélection.
Elle est appelée dans l'effectif autrichien finissant en demi-finales de l'Euro 2017, mais sans entrer en jeu. En revanche, elle participe activement à l'Euro 2022, où l'Autriche termine en quarts de finale, en jouant toutes les minutes de tous les matchs.
Elle se blesse (rupture des ligaments croisés) contre la Pologne fin 2024, ce qui la rend absente des terrains pendant plusieurs mois.
Elle est la quatrième joueuse du pays à prolonger son contrat avec SGE de deux ans jusqu’en 2024.

## Distinctions
Elle est élue footballeuse autrichienne de l'année en 2023 et en 2024.
Elle fait des études de management sportif, afin de continuer à travailler dans le monde du football après la fin de sa carrière professionnelle.